# Henri Salvador
Henri Gabriel Salvador (ur. 18 lipca 1917 w Cayenne, zm. 13 lutego 2008 w Paryżu) – francuski muzyk jazzowy, piosenkarz, gitarzysta i kompozytor. Nagrał także płytę bluesową. Pionier rock and rolla we Francji – w 1956 pod pseudonimem „Henry Cording” nagrał pierwszy francuski utwór rock and rollowy, do którego tekst napisał poeta Boris Vian (de facto miała to być parodia gatunku). W 1969 wylansował francuską wersję piosenki Piero Umilianiego Mah Na, Mah Na (Mais Non, Mais Non).

## Pétanque
Henri Salvador był wielkim fanem i propagatorem pétanque i jeu provençal, między innymi według jego konceptu powstała 1995 bula do pétanque, VMS  Plot, produkowana przez markę MS Pétanque. Wydał także w 1996, wraz z Claude'em Azémą i Marcelem Uderzo, komiks Passion pétanque.
W uznaniu jego zasług dla rozwoju pétanque jego imieniem nazwano turniej artystów i ludzi mediów, odbywający się corocznie przy okazji największego na świecie turnieju pétanque – Mondial La Marseillaise à Pétanque.

## Dyskografia

### Albumy
- 1955 Henri Salvador chante ses derniers succès (Polydor)
- 1956 Henri Salvador alias Henry Cording and his original Rock and roll boys (Philips)
- 1957 Sous les tropiques (Philips)
- 1959 Chanté par Henri Salvador (Barclay)
- 1960 Salvador s’amuse (Barclay)
- 1962 Succès (Philips/Salvador)
- 1963 Henri Salvador (Philips/Salvador)
- 1964 Zorro est arrivé (Rigolo)
- 1965  Le travail c’est la santé (Rigolo)
- 1967 Henri Salvador (Rigolo)
- 1968 Salvador (Rigolo)
- 1969 Henri Salvador (Rigolo)
- 1972 Le Petit poucet (Rigolo)
- 1977 Salvador 77 (Rigolo)
- 1978 Henri Salvador (Rigolo)
- 1979 Salvador/Boris Vian (Rigolo)
- 1980 Salvador en fête (Rigolo)
- 1985 Henri (Pathé Marconi)
- 1989 Des goûts et des couleurs (Pathé Marconi)
- 1994 Monsieur Henri (Sony Music)
- 2000 Chambre avec vue (Virgin)
- 2002 Performance! (EMI)
- 2003 Ma chère et tendre (EMI)
- 2006 Révérence (V2)

### Ścieżki dźwiękowe filmów wytwórni Walta Disneya (wersje francuskie)
- 1971 Les Aristochats (Rigolo)
- 1973 Blanche-Neige et les sept nains (Rigolo)
- 1974 Robin des Bois (Rigolo)
- 1975 Pinocchio (Rigolo)
- 1976 Le Monde rose et bleu d’Henri (Rigolo)
- 1990 La Petite Sirène (także w roli kraba Sebastiana)

## Odznaczenia i nagrody
- Kawaler Legii Honorowej (1987)[4]
- Złoty Medal Akademii Francuskiej (2001)
- Komandor Legii Honorowej (2004)[4]
- Komandor Narodowego Orderu Zasługi
- Komandor Orderu Sztuki i Literatury
- Krzyż Wielki Orderu Zasługi dla Kultury (2005, Brazylia)[5]